# Мещера (національний парк)
Національний парк «Мещера» (рос. Национальный парк «Мещёра») — природоохоронна територія на заході  Росії у Владимирській області.

## Історія заснування
Ідея створення національного парку з'явилася на початку 80-х років, коли стала очевидною необхідність збереження незайманих куточків Мещерської низовини. Національний парк створено постановою Уряду Російської Федерації від 9 квітня 1992 року № 234 «Про створення національного природного парку „Мещера“ у Владимирській області». Свідоцтво про державну реєстрацію № 403 від 18.01.2002 року. На прилеглих до території національного парку землях у Владимирській і Рязанській областях виділена буферна зона, загальною площею 46713 га. Наказом Федеральної служби лісового господарства Росії № 150 від 4.11.1995 р перейменовано назву "Національний природний парк «Мещера» на "Національний парк «Мещера».

## Фізико-географічні особливості
Сформований в давнину ландшафт парку являє собою заболочену, вкриту сосново-березовими лісами рівнину в центрі Мещерської низовини. Ландшафт доповнюють сині гладі річок і озер. Найзначущими для парку є річки Бужа, Поля і озеро Святе. В цілому клімат території помірно-континентальний, характеризується вираженими сезонами. Численні озера і болота справляють пом'якшувальний вплив на клімат. Середня температура січня -11°С, мінімальна -44°С. Найтепліший місяць — липень з середньою температурою + 18,4°С і максимальною + 37°С.

## Різноманітність флори і фауни
Мещерські ліси розташовуються в перехідній зоні між тайгою і широколистяними лісами. Це визначає різноманітність рослинності — березові гаї, діброви, соснові бори і ялинники. Численні болота чергуються з сирими луками.
У підліску соснових лісів зустрічаються ялівець, горобина, крушина, черемха, шипшина, малина, калина. Серед зелених мохів рясно ростуть брусниця і чорниця. На низинних болотах переважає осока, хвощ, калюжниця, а на трясовинах — бобівник трилистий. По берегах заплав ростуть очерет і рогіз, а на воді ростуть глечики жовті.
У цьому краю мешкає безліч тварин. Тут можна зустріти лисицю і лося, бобра і борсука, лісового тхора і куницю, бурого ведмедя. З птахів парку — беркут, скопа, лелека чорний, кречет і ряд інших занесені в Червону книгу РФ.

### Зареєстровані види
- Гриби — 24
- Лишайники — 23
- Мохи — 43
- Плауноподібні — 4
- Папоротеподібні — 11
- Голонасінні — 3
- Покритонасінні — 661
- Риби — 30
- Земноводні — 10
- Плазуни — 5
- Птахи — 186
- Ссавці — 42

## Пам'ятки
В межах нинішньої території національного парку «Мещора» виявлені сліди перебування древньої людини, що відносяться до епохи пізньої кам'яної доби (III—II тис. до н. е.). Археологічні знахідки зібрані в музеї села Перово. Приїхавши в «Мещору», можна відвідати знаменитий Музей кришталю, в якому зібрані найцікавіші вироби, створені на Кришталевому заводі з дня його заснування.
На території парку розроблена велика екологічна стежка, прокладена по мальовничих місцях парку. На ній обладнані майданчики для відпочинку, де є криті альтанки, волейбольні майданчики і упорядковані джерела.
Зараз у парку діють музеї: «Світ птахів», «Російське подвір'я», Візит-центр, «Давньоруське місто»; будується нова експозиція «Міфи і забобони російського народу».